# HBP1
El factor de transcripción 1 HMG-box (HBP1) es una proteína codificada en humanos por el gen HBP1.

## Interacciones
La proteína HBP1 ha demostrado ser capaz de interaccionar con:
- SIN3A[2]
- Proteína del retinoblastoma[3]